# Gloria Holden

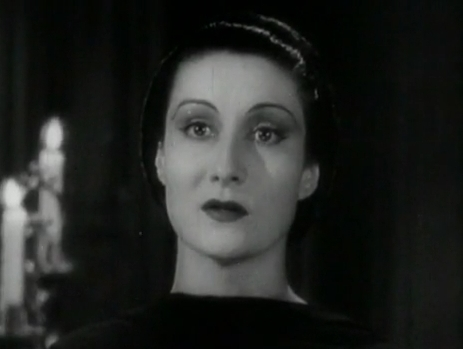
Gloria Holden i filmen Draculas dotter.

Gloria Holden, född 5 september 1903 i London, England, död 22 mars 1991 i Redlands, Kalifornien, USA, var en brittisk-amerikansk skådespelare. Hon kom som barn till USA och var utbildad vid American Academy of Dramatic Arts.

## Filmografi, urval
- 1936 – Draculas dotter
- 1936 – Hans fru och hans sekreterare
- 1937 – Emile Zolas liv
- 1938 – Hjältar av idag
- 1939 – Landet bortom lagen
- 1940 – Den så kallade kärleken
- 1947 – Tvålfagra löften
- 1952 – Dollarflickan
- 1953 – Drömhustrun
- 1956 – Musik under stjärnorna
- 1958 – Idag är jag kär!